# 小行星278361
(278361) 2007 JJ43是一颗位于柯伊伯带的绕太阳运转的海王星外天体（TNO）。由于它的亮度较高，它很有可能成为一颗矮行星。
它在2007年拍摄的照片中发现。它的视星等达到3.7，是二十颗最亮的海王星外天体之一。因为它的反射率很典型，它的大小大概和小行星28978差不多（直径650–800 km）。然而，约翰斯顿2010年的论文中认为它的直径可达大约1000 km，甚至超过了谷神星（直径大约950 km）。
2010年时，小行星278361距离太阳大约48天文单位。